# 延円
延円（えんえん、生年不詳 - 長久元年（1040年））は、平安時代中期の僧、絵師。
権中納言・藤原義懐の次男。父とともに比叡山飯室の安楽律院に住したことから飯室阿闍梨とも称される。
仏画を中心とした大和絵に優れ、『大鏡』の中では絵阿闍梨の君と記されている。
万寿元年（1024年）後一条天皇の高陽院行幸の際に御座の絵屏風を制作し、同じ年法成寺薬師堂の柱絵を描いている。
造園術にも秀で、治安元年（1021年）高陽院を修造する際には庭園の庭石の配置を担当している。
『前栽秘抄』の一節に「植伝を得たる人」と記述される。増円の著書『山水並野形図』巻末の造庭技術家系図に載っている一人で、橘俊綱に継承しているという。『両古抄伝書』の中にも確認されている。
遺作は残されていないが、醍醐寺所蔵の不動明王図像の中に延円筆二童子の写しが伝わっている。